# Agylla complanodes
Agylla complanodes là một loài bướm đêm thuộc phân họ Arctiinae, họ Erebidae.